# Wincenty Sales Genovés
Wincenty Sales Genovés, (hiszp.) Vicente Sales Genovés (ur. 15 października 1881 w Walencji, zm. 29 września 1936) – błogosławiony Kościoła katolickiego, męczennik okresu wojny domowej w Hiszpanii, ofiara prześladowań antykatolickich, hiszpański brat zakonny z zakonu jezuitów.

## Życiorys
Do nowicjatu jezuitów wstąpił późno, w roku 1915. Śluby zakonne złożył w 1926 roku. Powołanie realizował pełniąc obowiązki ogrodnika w Gandii i Walencji w przytułku dla osób w podeszłym wieku. Po wprowadzeniu w 1932 roku przez rząd republikański dekretu o likwidacji zakonu jezuitów w Hiszpanii, na terenach opanowanych przez republikanów pozostało 660 zakonników. Spośród stu szesnastu jezuitów zamordowanych w latach 1936-1937 Wincenty Sales Genovés jest jednym z jedenastu, później beatyfikowanych męczenników, którzy mimo narastającego terroru nie opuścił ojczyzny.

Zginął zamordowany ze współbratem ojcem Pawłem Bori Puig, a jego ostatnimi słowy był okrzyk:

¡Viva Cristo Rey!

Uznany został przez Kościół rzymskokatolicki za ofiarę nienawiści do wiary (łac. odium fidei).
Badanie okoliczności śmierci i materiały zaczęto zbierać w 1950. Proces informacyjny rozpoczął się 8 lipca 1952 w Walencji i trwał do 1956. Beatyfikowany w grupie wyniesionych na ołtarze męczenników z zakonu jezuitów, prowincji Aragonia, zamordowanych podczas prześladowań religijnych 1936-1939, razem z Józefem Aparicio Sanzem i 232 towarzyszami, pierwszymi wyniesionymi na ołtarze Kościoła katolickiego w trzecim tysiącleciu przez papieża Jana Pawła II. Uroczystość beatyfikacji miała miejsce na placu Świętego Piotra w Watykanie w dniu 11 marca 2001 roku.
Miejscem kultu Wincentego Salesa Genovésa jest archidiecezja walencka. Relikwie spoczywają w Residencia Sagrado Corazón.
Wspomnienie liturgiczne obchodzone jest przez katolików w dzienną rocznicę śmierci (29 sierpnia) oraz w grupie Józefa Aparicio Sanza i 232 towarzyszy (22 września).